# 麻辣鴨血

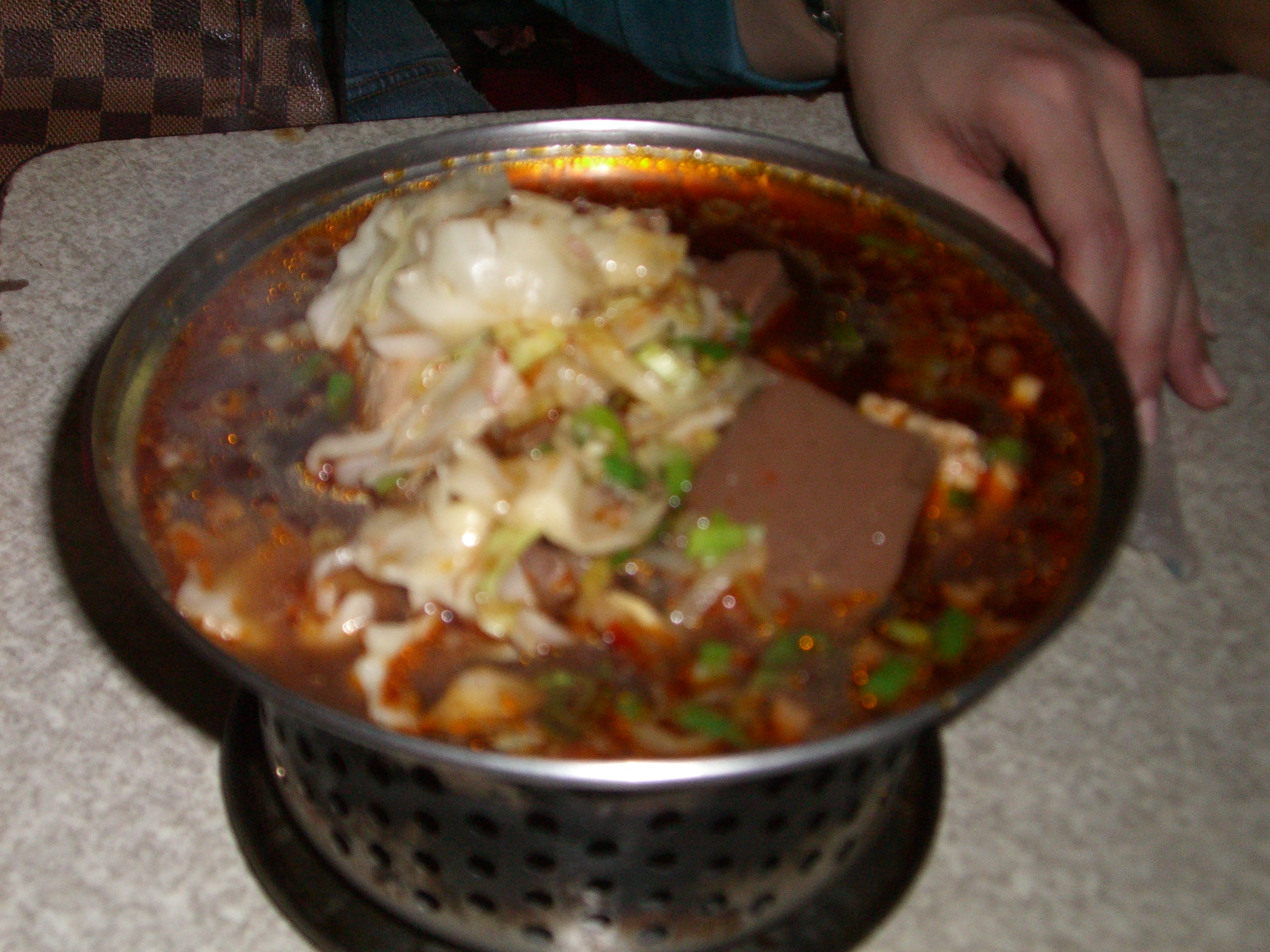
麻辣鴨血

麻辣鴨血是台灣的一種小吃。材料多半以鴨血、臭豆腐為主料，蒜苗、蒜頭、花椒為配料，配以辣豆瓣醬和鰹魚粉調味，以此熬制來做出「麻辣鴨血」的湯頭，再以小火烘煮，最後再用太白粉勾芡，之後起鍋前在撒上些許蒜青。

## 製做過程

### 鴨血
在殺鴨的時候將血集中于一容器中，再上籠蒸熟。

### 湯頭
湯頭对于麻辣鴨血至关重要，因为鴨血會吸辣，湯頭熬得好，鴨血就入味。
開始先將鴨血和豆腐切塊加上腸頭一起丟入滾水燙過，將腸頭撈起切塊再放回鍋裡面，之後放入大湯鍋裡用小火熬煮，這樣鴨血才會慢慢入味而不至於熟而無味，再將其他配料像是香菇或是金針菇（可依個人喜好选择添加）。
切過放入湯鍋中一起以小火熬煮，或是可以加入一些絞肉来增加口感，放入酸菜可提味。再煮的時候，依個人口味，可以決定辣椒要放多放少。
剛煮出來的湯會有點鹹，但是當鴨血和豆腐都入味的時候，口味就會變得淡些。
也有一些小吃店會付上酸梅湯，清涼解辣。

### 店家做法
一般小吃店會用大骨來熬高湯，熬上幾個小時之後使之完全入味，再加上佐料提味，像是加入花椒、八角、新鮮辣椒磨成泥放入一起煮，最後再放入鴨血和豆腐或是冬粉吸辣。